# فرد ودكوك
فرد ودكوك (بالإنجليزية: Fred Woodcock)‏ هو لاعب كرة قاعدة أمريكي، ولد في 17 مايو 1868 في Winchendon, Massachusetts ‏ في الولايات المتحدة، وتوفي في 11 أغسطس 1943 في Ashburnham, Massachusetts ‏ في الولايات المتحدة.

## وصلات خارجية
- فرد ودكوك على موقعبيزبول رفرنس.كوم (الدوري الرئيسي) (الإنجليزية)
- فرد ودكوك على موقعبيزبول رفرنس.كوم (الدوري الثانوي) (الإنجليزية)